# Neuville (Corrèze)
 Neuville  (en occitano Nueu Vila) es una comuna y población de Francia, en la región de Lemosín, departamento de Corrèze, en el distrito de Tulle y cantón de Argentat.
Su población en el censo de 2008 era de 194 habitantes.
Está integrada en la Communauté de communes du Pays d'Argentat .

## Demografía
| 357 | 310 | 250 | 237 | 216 | 187 | 194 |
| Para los censos de 1962 a 1999 la población legal corresponde a la población sin duplicidades (Fuente: INSEE [Consultar]) |     |     |     |     |     |     |